# ديريك جاكوبي
سير ديريك جورج جاكوبي (Sir Derek George Jacobi)، رتبة الإمبراطورية البريطانية (CBE) (/[invalid input: 'icon']ˈdʒækəbi/؛ وُلد في 22 من أكتوبر 1938م) هو ممثل ومخرج سينمائي إنجليزي.
تميز ديريك جاكوبي بـ "حضوره القوي على المسرح"، ولذا فقد نجح نجاحًا باهرًا خلال مشواره المهني المسرحي، وقدّم العديد من الأعمال الخالدة مثل؛ هاملت (Hamlet) والعم فانيا (Uncle Vanya) و الملك أوديب (Oedipus the King). وحصل جاوبي على جائزة توني (Tony Award) عن أدائه في جعجعة بلا طحن (مسرحية) (Much Ado About Nothing). كما لعب جاكوبي العديد من الأدوار في الكثير من المسرحيات المهمة الأخرى مثل إدوارد الثاني (Edward II)، والقيصر أوكتافيوس (Octavius Caesar)، وريتشارد الثالث (Richard III)  وسيرانو دي برجراك (Cyrano de Bergerac).
شارك جاكوبي في تأسيس المسرح الملكي القومي (Royal National Theatre)، وحصل على العديد من من الجوائز المسرحية القيمة. وعلاوة على ذلك، حقق جاكوبي نجاحًا تليفزيونيًا كبيرًا، حيث شارك في المسلسل الناجح المأخوذ عن رواية لـروبرت جريفز (Robert Graves) آي، كلوديوس (I, Claudius)، والذي حصل بسببه على جائزة الأكاديمية البريطانية لفنون الفيلم والتلفزيون (BAFTA)؛ كما شارك بدور شرفي في دراما القرون الوسطى الأخ كادفيل (Brother Cadfael)،. ولعب جاكوبي أيضًا دور ستانلي بالدوين (Stanley Baldwin) في الفيلم التلفزيوني العاصفة المتجمعة [الإنجليزية]. وعلى الرغم من أن جاكوبي يعد ممثلاً مسرحيًا في المقام الأول، فقد لعب أدوارًا عديدة في مجموعة متنوعة من الأفلام، على سبيل المثال؛  هنري الخامس (Henry V (1989 film) ) (1989)، وميت مرة أخرى (Dead Again) (1991)، والمصارع (Gladiator) (2000)، ومتنزه جوسفورد Gosford Park)) (2001)، والبوصلة الذهبية (The Golden Compass) (2007)، وخطاب الملك (فيلم) The King's Speech)) (2010)، وإسبوعي مع مارلين (My Week with Marilyn) (2011)، هذا بالإضافة إلى فيلمه القادم اهتزاز هبي هبي (Hippie Hippie Shake). وعلاوة على ذلك، فإن جاكوبي يحمل لقب الفروسية البريطاني، كما مُنح لقب فارس من الدرجة الأولى من وسام دانيبروغ (Order of the Danneborg).

## وصلات خارجية
- ديريك جاكوبي على موقع IMDb (الإنجليزية)
- ديريك جاكوبي على موقع الموسوعة البريطانية (الإنجليزية)
- ديريك جاكوبي على موقع روتن توميتوز (الإنجليزية)
- ديريك جاكوبي على موقع ألو سيني (الفرنسية)
- ديريك جاكوبي على موقع ميوزك برينز (الإنجليزية)
- ديريك جاكوبي على موقع تيرنر كلاسيك موفيز (الإنجليزية)
- ديريك جاكوبي على موقع أول موفي (الإنجليزية)
- ديريك جاكوبي على موقع قاعدة بيانات برودواي على الإنترنت (الإنجليزية)
- ديريك جاكوبي على موقع قاعدة بيانات الأفلام السويدية (السويدية)
- ديريك جاكوبي على موقع إن إن دي بي (الإنجليزية)
- "Jacobi, Sir Derek (George)", Who's Who 2008, A & C Black, 2008; online edition, Oxford University Press, December 2007. Accessed 22 October 2008.